# Ян з Дуклі

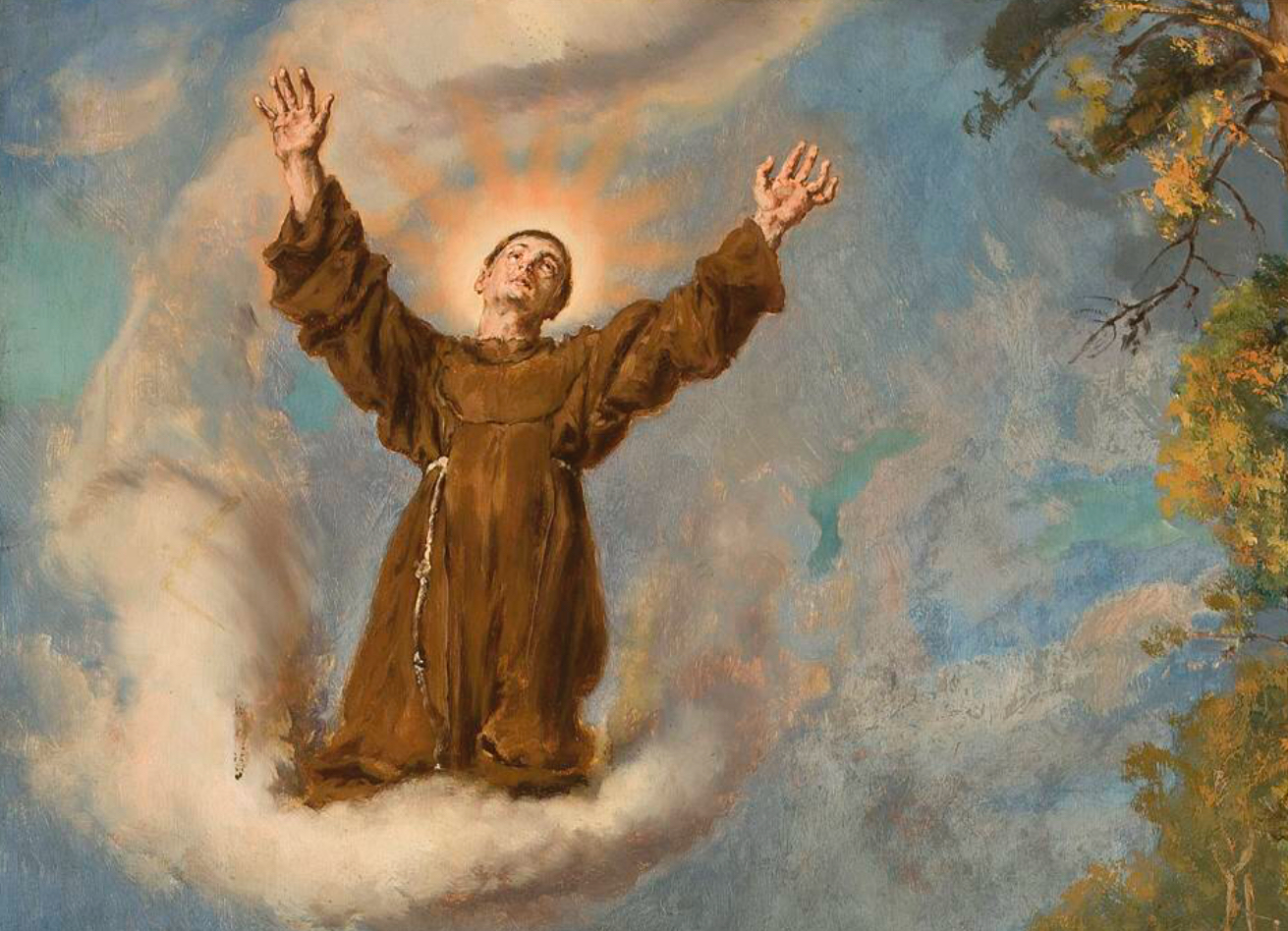
Св. Ян з Дуклі

Ян з Дуклі або Святий Іван з Дуклі (пол. Jan z Dukli; 1414, Дукля — 29 вересня 1484, Львів) — чернець францисканець-обсервант (бернардинець), перший канонізований католицький святий, що жив у Львові. Патрон Польщі, Литви і Русі, перемиської латинської архидієцезії, річпосполитської шляхти, військових, також покровитель Львова (католицький).

## Біографія
Народився на давньому пограниччі королівств Русі, Польщі, Угорщини в родині міщан Дуклі. 
Навчався у Кракові, після чого розпочав життя пустельника біля Дуклі.
1434 р. вступив до Ордену Братів Менших (францисканців), продовжив навчання у Кракові. Став гвардіаном (італ. guardiano) — виборним управляючим кляштору францисканців у Коросно у Перемиській землі (1438—1440 рр.). Потім перейшов до монастиря францисканців Св. Хреста у Львові, де 1444 р. став гвардіаном і проповідником. Був призначений кустошем Львівської (Руської) кустодії ордену — управляючим монастирями францисканців у Львівському окрузі.
1461 року став німецьким проповідником в шпитальному костелі Св. Духа Львова. 1463 року, незадоволений внутрішніми взаємостосунками францісканців Львова, перейшов до новозакладеного у Львові монастиря св. Андрія францисканців-обсервантів (бернардинців), де виконував обов'язки проповідника і сповідника. 1470–1484 рр. проживав в монастирі. Короткий час перебував в Познані. Під кінець життя осліп, важко хворів, але продовжував сповідувати парафіян.
Помер у Львові і був похований у дворі монастиря бернардинів. За даними Мечислава Орловича, був похований в каплиці, до якої можна потрапити через захристя.

## Вшанування пам'яті
- Вулиця у Львові (тепер Художня).[4]
- Пам'ятник Святому Івану з Дуклі у місті Львів.

## Канонізація

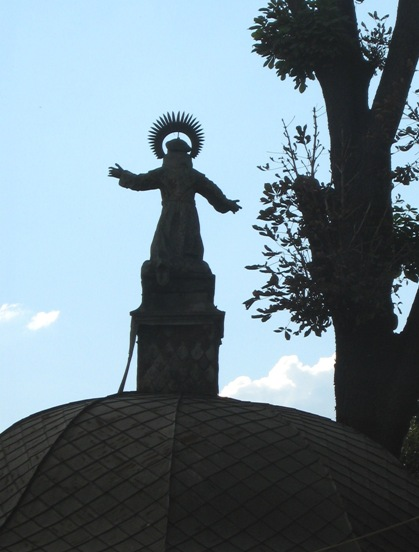
Фігура святого

Після смерті почали збирати свідчення оздоровлень і чудес, до яких був причетний св. Ян з Дуклі. Вони були зображені і сьогодні таблиці з чудесами знаходяться у презбітерії костелу св. Андрія (зараз церкви УГКЦ). 1521 р. його мощі перенесли до костелу, помістивши у срібну раку. За легендою, з місця поховання забило джерело, над яким збудували ротонду. 1608 р. коштом Яна Даниловича львівський скульптор Войцех Зичливий виготовив саркофаг з червоного мармуру. Польські автори з його іменем пов'язали спасіння Львова під час облоги козаками Хмельницького 1648 року.
Був беатифікований 1733 р. папою Климентом ХІІ; 1739 р. папа Климент XII оголосив його патроном Польщі, Литви і Русі. У XVII столітті св. Ян з Дуклі був покровителем Львова.
1734 року магнати Жевуські, для яких Іван (Ян) з Дуклі був фамільним покровителем, виділили кошти на спорудження колони навпроти костелу св. Андрія у Львові з фігурою святого. При закритті монастиря 1946 р. бернардини забрали з собою срібну раку з його мощами до Ряшева, яку 1974 р. перевезли до костелу оо. Бернардинів у Дуклі. У 1950-х роках було знищено фігуру св. Яна з Дуклі з колони. Роботи по її відновленню розпочали 2010 року.
1948 pоку розпочався процес канонізації св. Яна з Дуклі. 10 червня 1997 pоку у Коросно акт канонізації здійснив папа Іоанн Павло ІІ.
День пам'яті св. Йоана з Дуклі у католицькій церкві припадає на 8 липня.

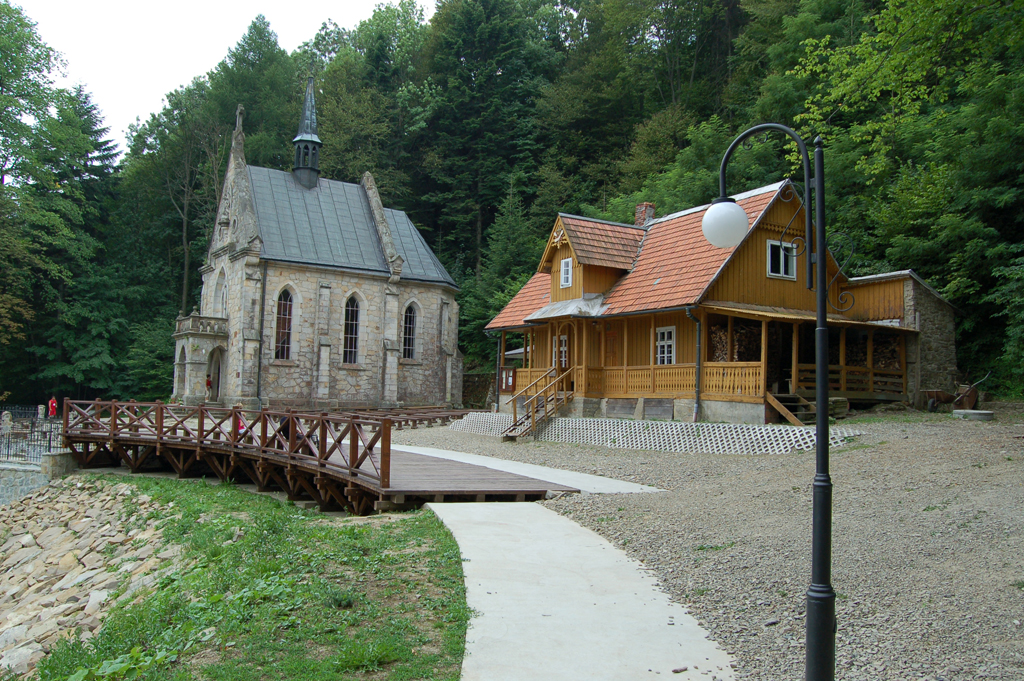
Каплиця біля Дуклі, де св. Іван був пустельником
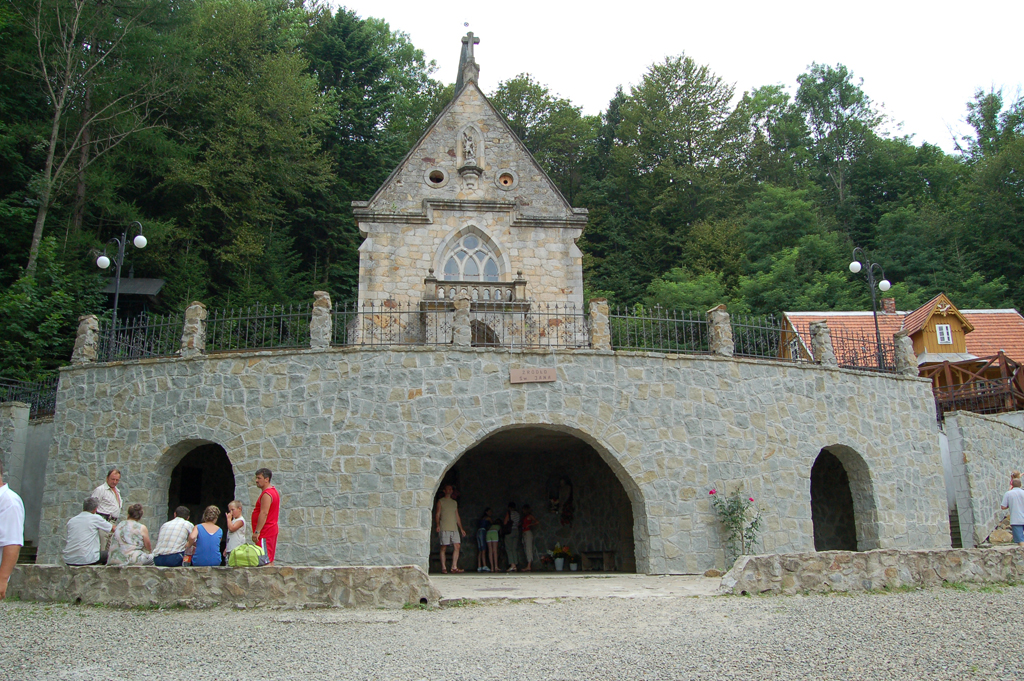
Джерело св. Івана
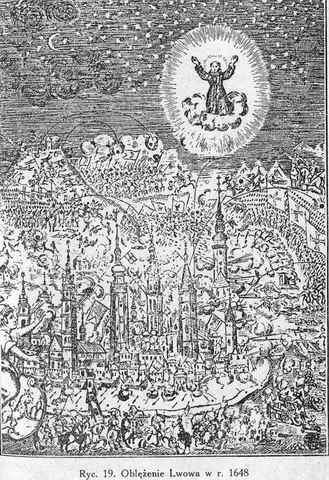
Облога Львова 1648 p.
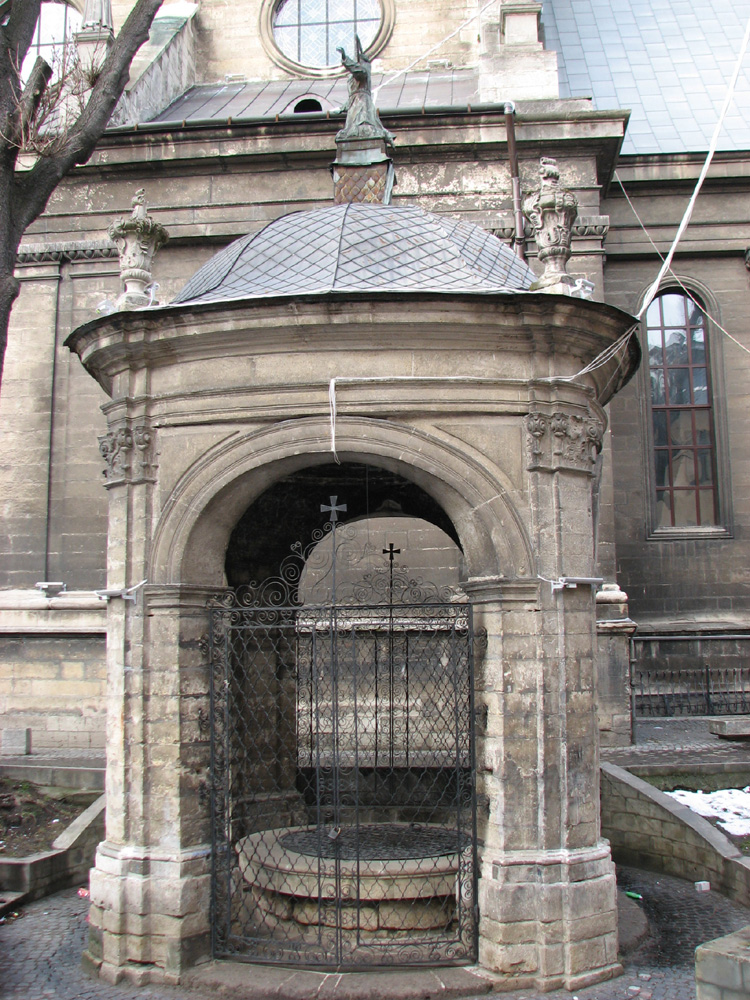
Ротонда понад криницею
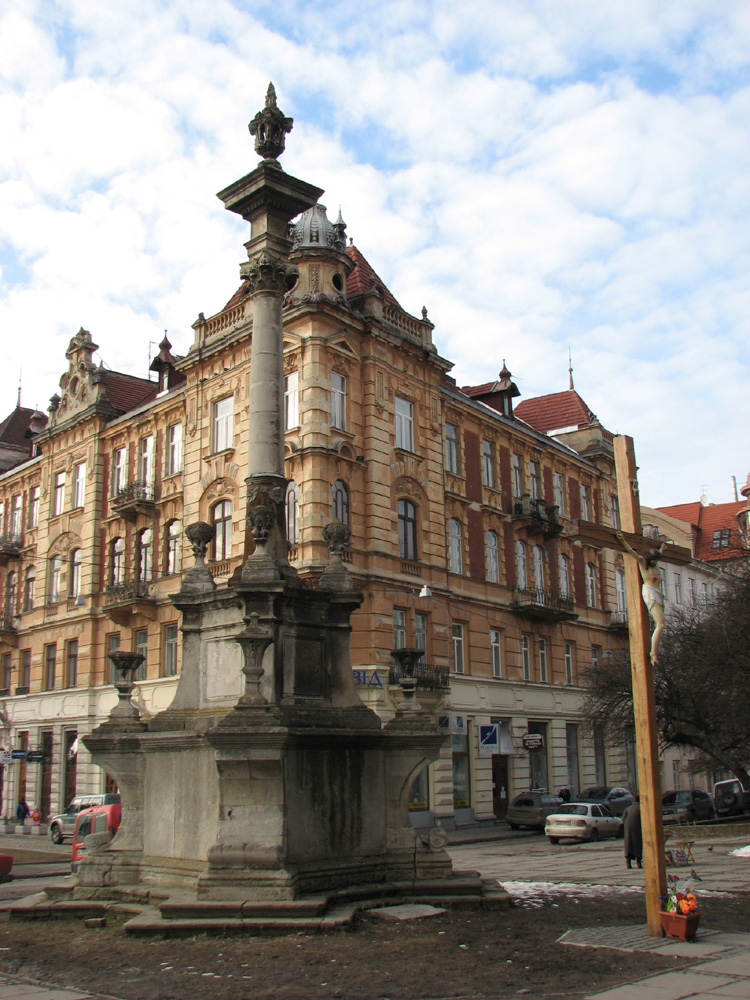
Колона св. Івана з Дуклі
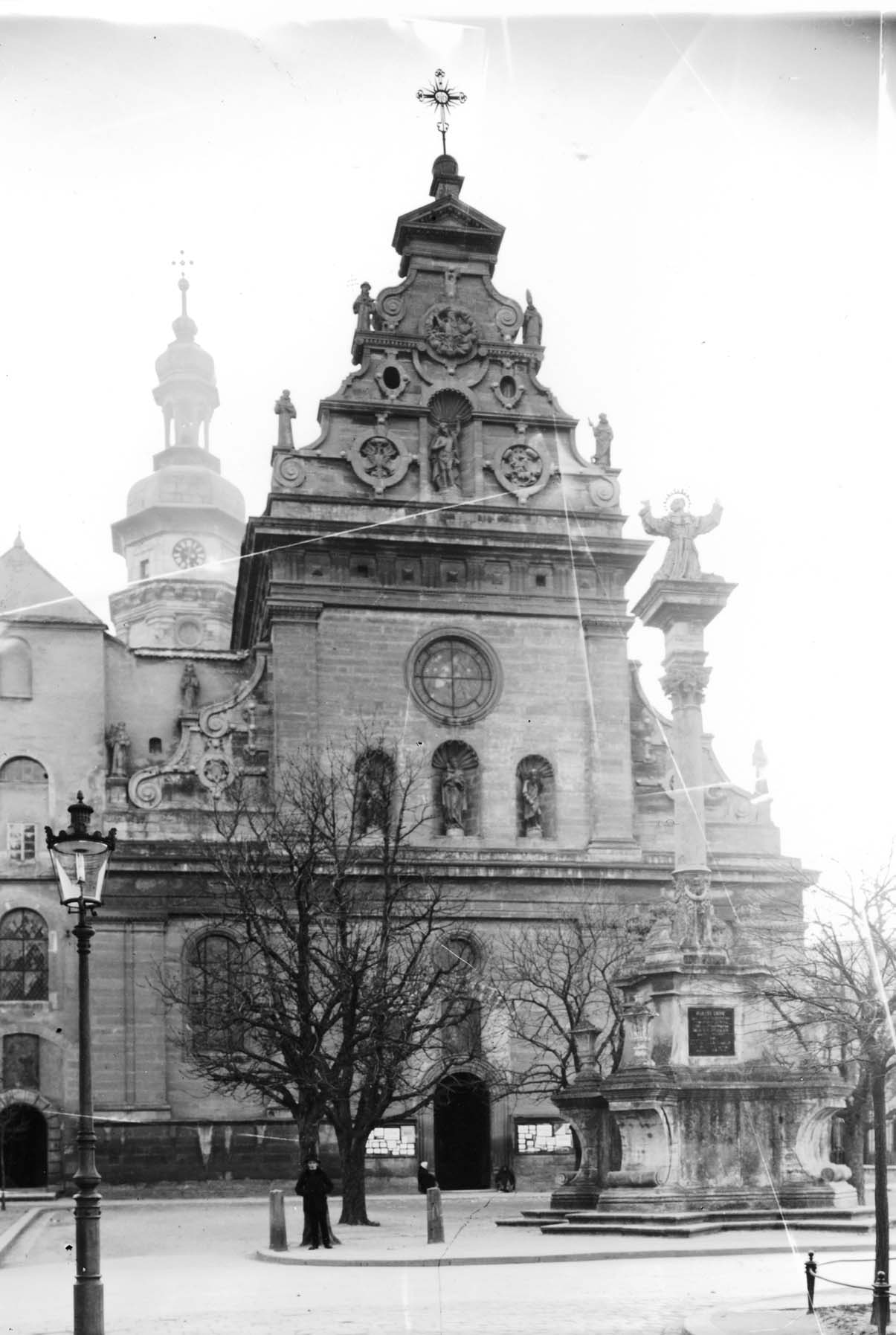
Колона св. Івана з Дуклі до знищення фігури
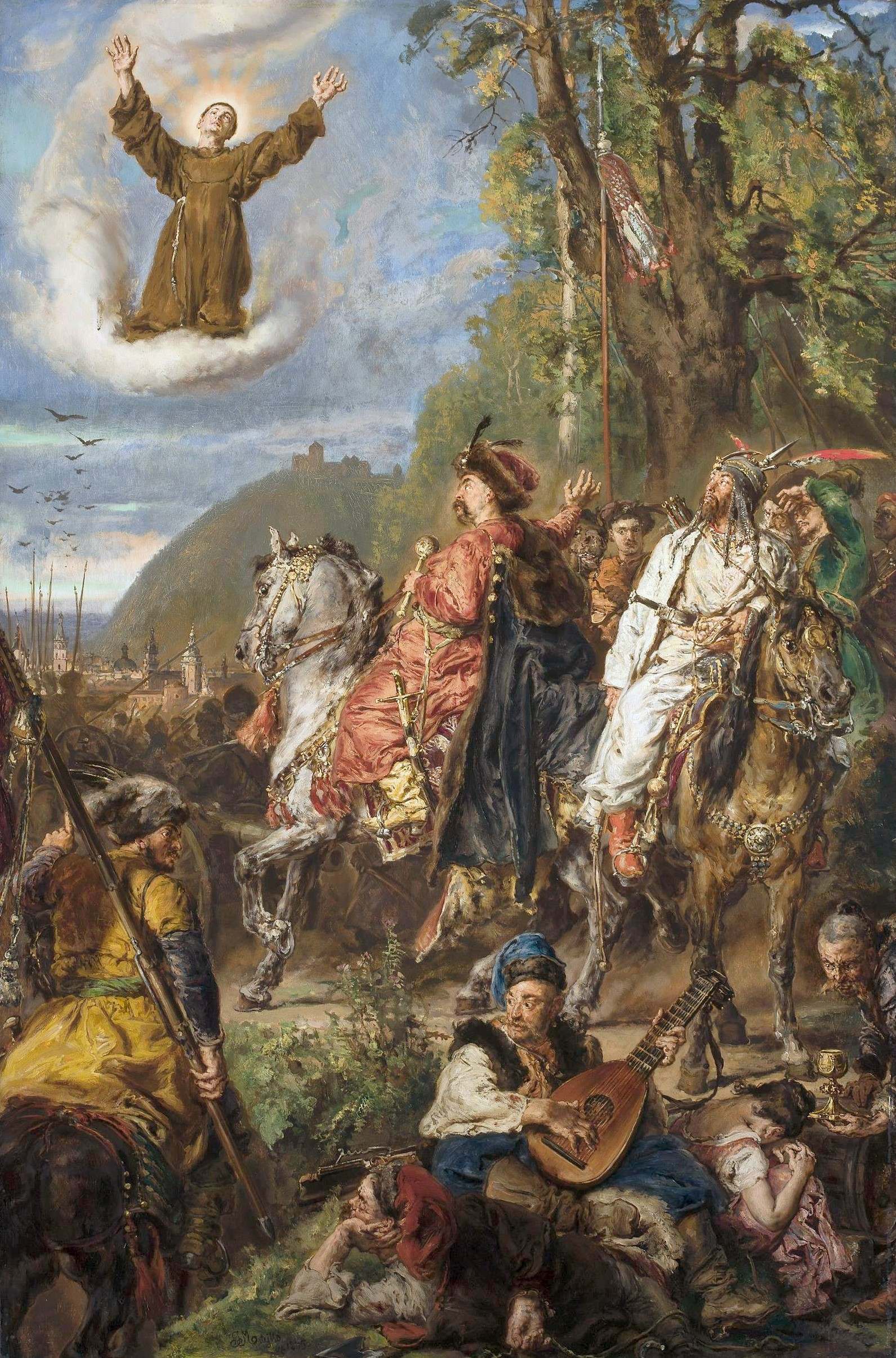
Іван з Дуклі зупиняє під Львовом Б. Хмельницького і Тугай-Бея. Худ. Я. Матейко
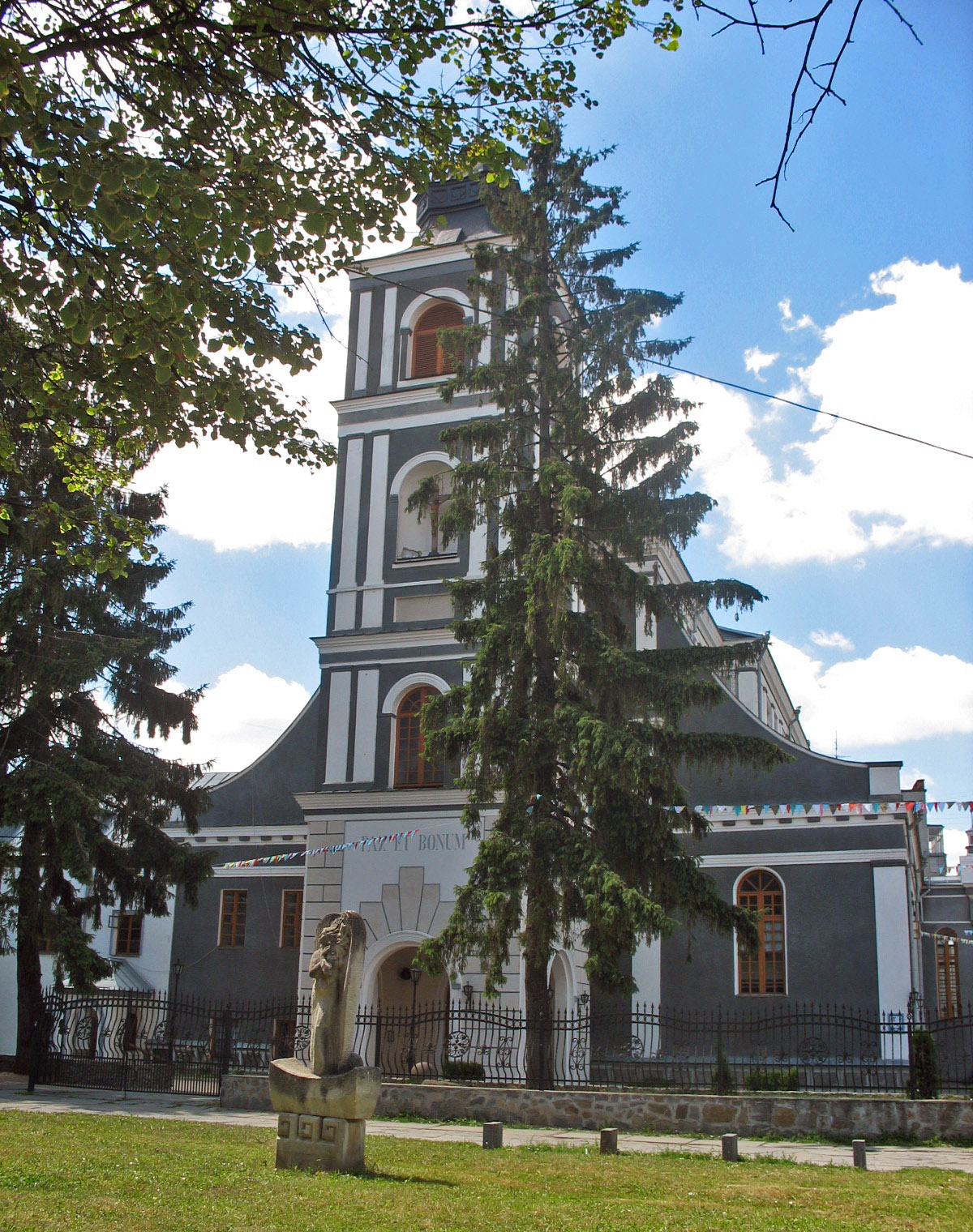
Семінарійський костел Св. Йоана з Дуклі в Житомирі

## Див. також

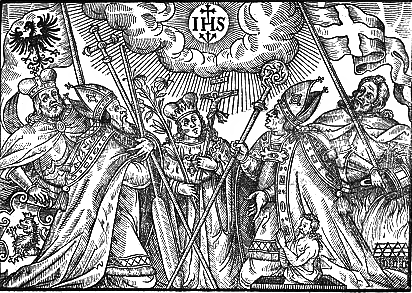
Святі патрони Польщі